# 小檜山繁子
小檜山 繁子（こひやま しげこ、1931年5月16日 - ）は、俳人。旧樺太生まれ。1945年、樺太庁豊原高女で学徒動員中に敗戦を迎える。1947年、父の故郷である福島県喜多方市に転居。1951年、肺結核との診断を受け療養生活に入る。1955年、東京療養所にて鯨井喬（のちの野口大輔）の指導をうけ「寒雷」に投句、加藤楸邨に師事する。一時中断ののち1965年より再び「寒雷」に所属。1971年、寒雷集賞受賞、翌年「寒雷」同人。1974年、第21回現代俳句協会賞受賞。1972年、「寒雷」清山賞（同人賞）受賞。1984年、「槌の会」を発足、代表を務める。2011年、第11回現代俳句協会大賞受賞。2012年、『坐臥流転』により第4回小野市詩歌文学賞受賞。

## 句集
- 流砂（1975年）
- 蝶まんだら（1984年）
- 紙衣（1986年）
- 小檜山繁子句集（1994年）
- 乱流（1997年）
- 流速（1999年）
- 流水（2005年）